# 光华大学
光華大學（Kwang Hua University）是中国曾存在于上海的一所综合性私立大学，由退出美国教会学校圣约翰大学的数百名师生于1925年6月所创建。1951年10月，光华大学与大夏大学合并成立华东师范大学。
1985年3月10日，光华大学校友会在华东师范大学正式成立。华东师范大学自2011年60周年校庆起，将光华大学建校日（6月3日）作为学校每年的纪念日。2012年8月，西南财经大学将建校时间前推至光华大学成立的1925年，并以每年6月3日为校庆日。2017年，华东师范大学组建光华书院。

## 歷史沿革

### 初创至抗战爆发（1925年 - 1938年）

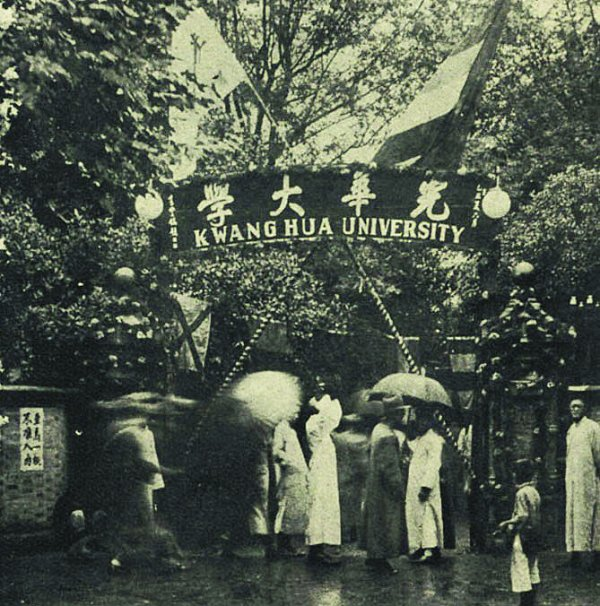
光華大學舉辦第一次開學典禮

1925年，五卅惨案在上海爆发，各界纷纷走上街头。圣约翰大学及附中的师生也组织罢课抗议，但遭到校方阻挠。于是6月3日，学生553人以及全体华籍教师19人，集体宣誓脱离圣约翰大学，10余名应届大学毕业生声明不接受圣约翰大学颁发的毕业文凭。这一日便定为光华的校庆日。6月4日，离校学生教师集会商议自行设校事宜，他们的举动受到社会各界和学生家长们的支持，出钱出地。经过各方协助，在短短三个月内就成立了新的「光华大学」。“光华”二字取自《尚书大传·虞夏传》里的《卿云歌》：「日月光华，旦复旦兮」，以日月卿云为校旗，红白为校色，「知行合一」四字为校训（1930年改为「格致诚正」）。租上海法租界霞飞路房屋为大学校舍，租新西区丰林桥房屋为中学校舍。1927年，光华大学搬到大西路法华乡王丰镐所捐之新校舍。

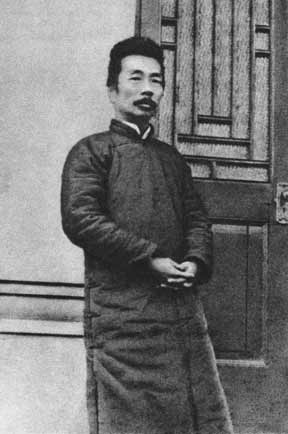
1927年鲁迅在光华大学演讲后

从圣约翰大学辞职的19位中国教师作为光华初期的教学骨干，另有许多博学人士纷纷前来光华任教，以表示对爱国斗争的支持。当时的校长是张寿镛，文学院长是张东荪，中国文学系系主任是钱基博，政治学系系主任是罗隆基，教育学系系主任是廖世承，社会学系系主任是潘光旦。胡适、徐志摩、厉麟似、吴梅、卢前、蒋维乔、黄任之、江问渔、吕思勉、王造时、彭文应、周有光、钱锺书等知识分子都曾在光华大学任教，是当时中国的自由主义知识分子云集的一所私立大学。教员多用英语授课。

### 内迁成都时期（1938年 - 1945年）
1937年“八一三事变”爆发后，日军入侵上海，光华大学校舍全部为日军炸毁，但学校仍坚持租房上课，未曾间断。同时校长张寿镛和校董事会商议决定将一部分学校内迁入四川，成立“私立光华大学成都分部”。在上海的本部不再公开招生，对外改为两个学社，一名“诚正文学社”，即原文学院；一名“格致理商学社”，原理学院和商学院；壬午补习班，原附属中学。
1946年2月1日，成都分部交四川省地方接办，变更为“私立成华大学”，与上海光华大学成为兄弟学校。私立成华大学于1952年10月改为公立，与西南地区其他财经院校、综合大学的财经系科在光华大学成都分部原址组建四川财经学院（今西南财经大学）。

### 抗战胜利后至中华人民共和国成立（1945年 - 1949年）
抗战胜利后，上海本部在汉口路证券大楼复校，按期开学。由于原大西路校址已被日军夷为平地，政府拨给欧阳路两所毗邻的旧日侨学校（今上海无线电七厂所在地）作为光华大学及附中的校址。

### 中华人民共和国成立后（1949年 - 1951年）
1951年10月高校院系调整，光华大学与大夏大学等校的相关科系合并成立了华东师范大学，光华大学附中则和大夏大学附中合并成为华东师大附中（今华东师范大学第一附属中学）。 
光华大学和附中从1925年到1951年间，先后入校学生有14000余人，毕业4000余人。曾就读该校的学生中包括周有光、汪道涵、邓拓、张允和、穆时英、姚依林、乔石、尉健行、荣毅仁、董寅初、储安平、袁則留等。

## 院系设置
创办伊始，学校设文、理、商、工四科。1927年工科停办。1929年学校经教育部批准立案，改文、理、商三科为文、理、商三个学院。文学院设国文系（内分国学组、国史组）、英文系（内分文学组、西史组）、政治社会系（内分政治组、社会组）、教育系（内分教育组、哲学心理组）。理学院设数理系、化学系、生物学系。商学院设经济系、工商管理系、会计系、银行系。校内设有附属中学，光华大学附中为当时上海三大知名中学之一。学校还陆续增设了土木工程系、法律系、铁路工程专修科。

## 校址变迁
光华大学自建校以来曾几易其址：
- 霞飞路旧校址（1925-1927年），今为淮海中路某地段。

草创时期的光华大学条件十分简陋，第一年由于校舍还在建设，暂租借旧法租界霞飞路534号的房屋作为临时校舍，而宿舍分为附近四处。
- 大西路旧校址（1927-1937年），今为东华大学延安西路校区。

1937年“八一三事变”爆发后，日军入侵上海，光华大学所在的大西路校址被日军夷为平地。私立上海纺织工业专科学校1947年搬迁至光华大学大西路旧校址办学，1950年与另外三所纺织院校合并组建私立上海纺织工学院。1951年6月，华东纺织工学院（今东华大学）在该址成立。
- 汉口路旧校址（1937-1946年），今为汉口路422号的华企大楼。

抗战爆发后不久，光华大学校舍全部为日军炸毁，但学校仍坚持租房上课，未曾间断。光华大学和附中迁入公共租界内的汉口路“上海华商证券交易所大楼”三楼和八楼继续上课。期间张寿镛校长委托当时正在四川的商学院院长谢霖在大后方筹备光华大学成都分部（后成为西南财经大学的主要前身），学校随后一部分内迁入四川。在上海的本部不再公开招生，后对外改称学社和补习班；诚正文学社暨文学院，格致理商学社暨理学院和商学院，壬午补习班暨附属中学；由成都分部代为呈奉教育部批准备案，并牵准在该两学社之毕业者，仍作为光华大学毕业生，给予学位。
- 欧阳路旧校址（1946-1951年），今为上海无线电七厂。

1945年抗战胜利后，上海本部复校，成都分部所有校产，经校董会议决赠与川省。1946年8月，国民政府教育部拨给虹口区欧阳路两所毗邻的旧日侨学校（原日本女子商业学校、女子高等学校）作为光华大学和附中的校址。1946年秋，光华大学暨附中从汉口路迁至欧阳路校址（今上海无线电七厂所在地），直至1951年10月与大夏大学合并成立华东师范大学。
1951年10月至1960年9月，华东师大附中、上海财经学院、上海科学技术大学曾经先后在该址（虹口区欧阳路221号）办学。

## 学校标识

### 校庆日
6月3日

### 校训
格致 诚正

### 校歌
光华大学自创校至1951年院系调整合并组建为华东师范大学为止，共存在两个版本的校歌。
第一版为杨荫溥作词、童伯章作曲
鲲鱼久蛰北溟中，今已化为鹏
去以六月羊角风，重霄一奋冲 
我有前圣羲与农，肇造文明启晦蒙 　
我有后圣周与孔，旁流教泽施无穷 　
观国之光远有耀，重任在吾躬 　　
中华民气原俊伟，奋起自为雄 　　
平原宽广带长川，有基筮在田 　　
风雨不动安若山，广厦列万千 　　
科分教育冀薪传，更参文明究人天 　　
复以商业扩其用，产才分道扬先鞭 　　
父兄师保瘁心力，乃至美且全 　　

光我中华万亿年，毋让他人前
第二版为朱经农作词、曲

## 历任校长
| 校长姓名 | 照片 | 任期                    |
| -------- | ---- | ----------------------- |
| 张寿镛   |      | 1925年6月-1945年7月15日 |
| 朱经农   |      | 1945年10月-1948年       |
| 廖世承   |      | 1949年-1951年10月16日   |

## 部分知名毕业生
- 张青莲：中国科学院院士
- 邓拓：中国科学院院士（哲学社会科学学部）
- 林华：中国工程院院士
- 周有光：语言学家、文字学家
- 张芝联：历史学家、作家、国际问题专家
- 杨宽：历史学家
- 周而复：政治家，曾任中国文化部副部长
- 穆时英：小说家
- 储安平：学者，中共中央认定的“五大右派”之一
- 汪道涵：政治家，曾任上海市市长
- 沈昌煥：外交家，曾任中華民國外交部部長